# Brabançonne
La Brabançonne (französisch) bzw. De Brabançonne (niederländisch), auf Deutsch Das Lied von Brabant, ist der Name der Nationalhymne des Königreichs Belgien. Sie ist dies faktisch seit der Unabhängigkeit, allerdings wurde sie nie offiziell dazu erklärt.

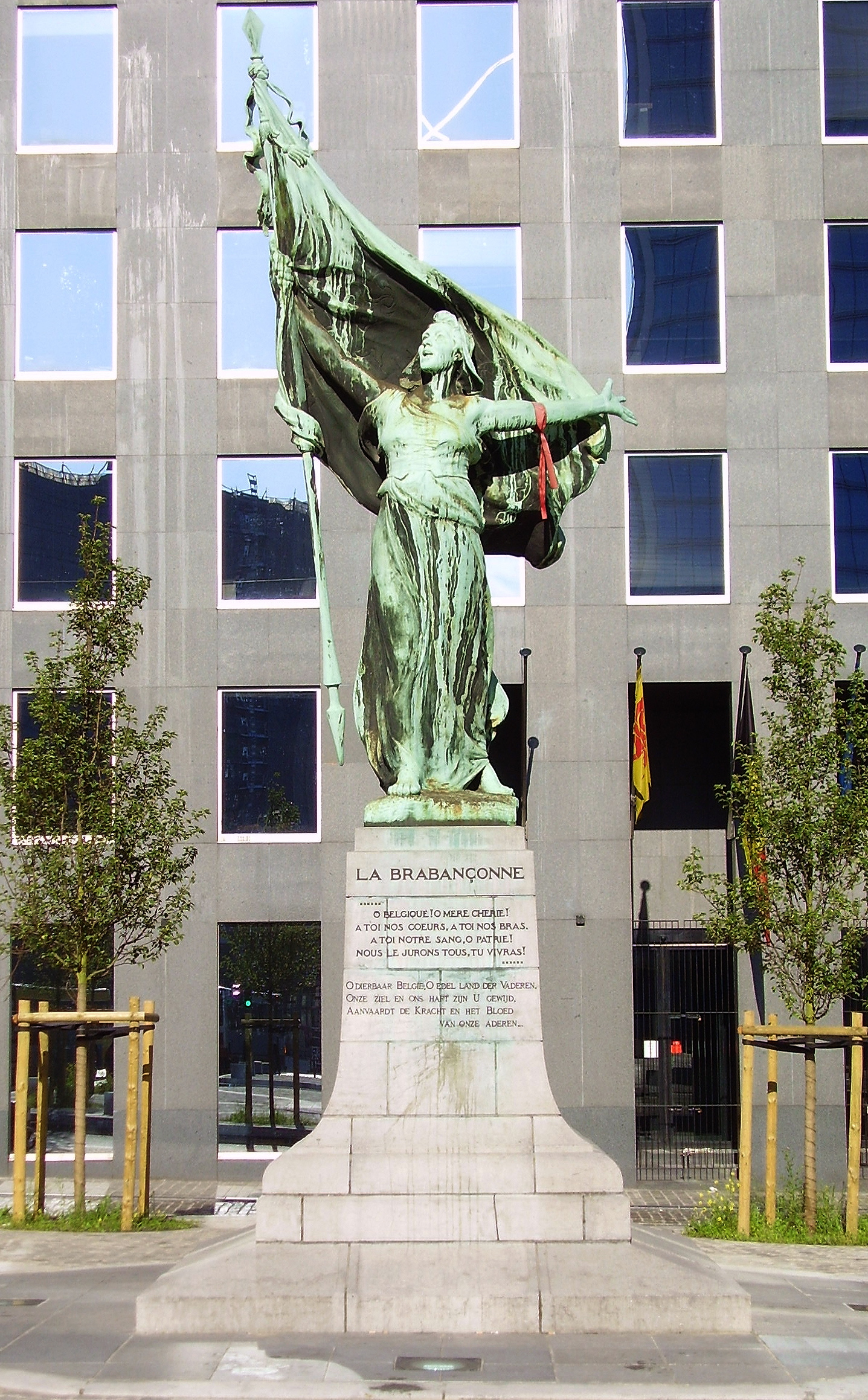
Denkmal für die Brabançonne in Brüssel

Zum 100-jährigen Jubiläum der Unabhängigkeit wurde 1930 für die Brabançonne auf der Place Surlet de Chokier (Surlet de Chokierplein) in Brüssel ein Denkmal errichtet, in dem die Anfangszeilen des Liedes auf Französisch und Niederländisch eingraviert sind. Beim alljährlichen Königsfest am 15. November wird zum Abschluss das Lied, oft von einem bekannten Sänger, auf Französisch, Niederländisch und Deutsch gesungen.

## Entstehung
Die Brabançonne entstand auf dem Höhepunkt der belgischen Revolution. Das spätere Belgien gehörte bis 1830/1839 zu einem gesamtniederländischen Königreich. Der Süden fühlte sich seinerzeit aus politischen, konfessionellen und sprachlichen Gründen vom Norden unterdrückt.
Eine Aufführung der Oper Die Stumme von Portici von Auber im Brüsseler Théâtre de la Monnaie stachelte das Publikum derart auf, dass im ganzen Land Unruhen ausbrachen, in denen sich der Unmut über die nordniederländische Vormacht im Königreich entlud. In dieser Situation verfasste der französische Dichter Jenneval den Text, zu dem François Van Campenhout kurz darauf die Melodie komponierte. Die vermutliche Erstausgabe trägt den Titel La Brabançonne, chantée au grand théâtre, parole de Jenneval, musique de F. Campenhaut [sic!], dédiée aux défenseurs de Bruxelles, chez Mme Nolot, Montagne de la cour Bruxelles. Lithographie de J. B. Madou.
Der französische Originaltext wurde mehrfach überarbeitet. Heute ist ein Teil der Fassung von Charles Rogier noch gültig, zu der später niederländische Übersetzungen angefertigt wurden. Die deutsche Fassung – Deutsch ist eine der drei Amtssprachen Belgiens – ist wenig verbreitet. Die Übersetzung stammt aus der Zeit zwischen den Weltkriegen, nachdem Belgien eine deutschsprachige Minderheit erhalten hatte.

## Text

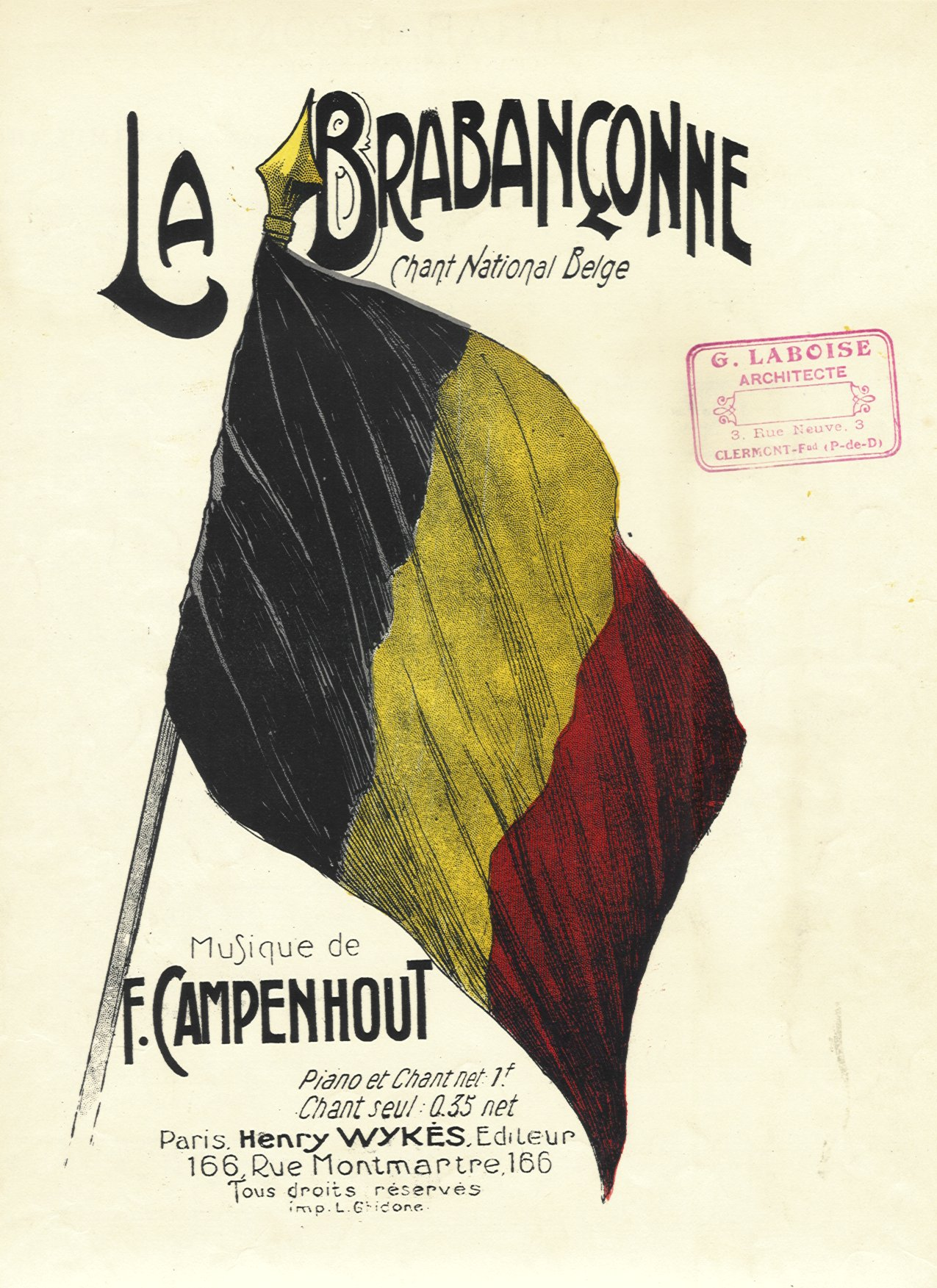
Eine Ausgabe der Brabançonne

### Jennevals Fassungen

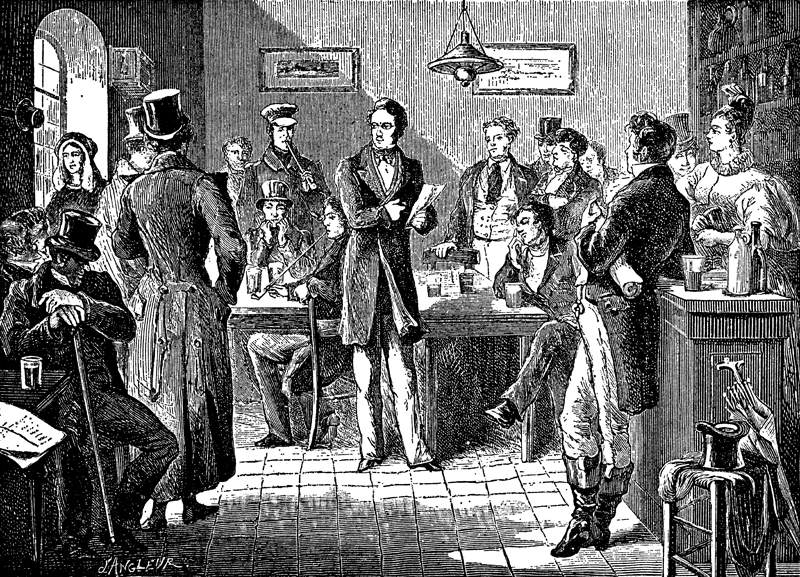
Jenneval trägt sein Gedicht vor. Zeitgenössische Lithographie von d’Angleur.

Der Autor des ursprünglichen Hymnentextes ist Hyppolyte-Louis-Alexandre Dechet, genannt Jenneval. In den Revolutionswirren dichtete er in zwei Tagen vier Strophen, in denen er den Forderungen der Gesandtschaft Ausdruck verlieh, die zum König gereist war:
 Dignes enfants de la Belgique

 Qu’un beau délire a soulevés,

 À votre élan patriotique

 De grands succès sont réservés.

 Restons armés, que rien ne change !

 Gardons la même volonté,

 Et nous verrons fleurir l’Orange

 Sur l’arbre de la Liberté.

 Au cris de mort et de pillage,

 Des méchants s’étaient rassemblés,

 Mais votre énergique courage

 Loin de vous les a refoulés.

 Maintenant, purs de cette fange,

 Qui flétrissait votre cité,

 Amis, il faut greffer l’Orange,

 Sur l’arbre de la Liberté.

 Et toi dans qui ton peuple espère,

 Nassau, consacre enfin nos droits ;

 Des Belges en restant le père,

 Tu seras l’exemple des rois.

 Abjure un ministère étrange,

 Rejette un nom détesté,

 Et tu verras mûrir l’Orange

 Sur l’arbre de la Liberté.

 Mais malheur si de l’arbitraire,

 Protégeant les affreux projets,

 Sur nous du canon sanguinaire

 Tu venais lancer les boulets !

 Alors, tout est fini, tout change,

 Plus de pacte, plus de traité,

 Et tu verras tomber l’Orange,

 De l’arbre de la Liberté.
Am 7. September 1830 wurde diese erste Version der Brabançonne im Courrier des Pays-Bas abgedruckt, was vom Norden als weitere Provokation empfunden wurde und mit dazu beitrug, dass sich die Lage zuspitzte.
Als am 23. September die Truppen Wilhelms I. von allen Seiten auf Brüssel zumarschierten, schrieb Jenneval, empört über diese Aggression, die sogenannte Nouvelle Brabançonne, in der er nun einen sehr viel schärferen Ton gegen die Orangisten, die Anhänger Wilhelms, anschlug:
 Qui l’aurait cru … de l’arbitraire,

 Consacrant les affreux projets,

 Sur nous de l’airain militaire,

 Un Prince a lancé les boulets.

 C’en est fait ! Oui, Belges, tout change ;

 Avec Nassau plus d’indigne traité !

 La mitraille a brisé l’Orange

 Sur l’arbre de la Liberté.

 Trop généreuse en sa colère,

 La Belgique vengeant ses droits

 D’un Roi, qu’elle appelait son père,

 N’implorait que de justes lois,

 Mais lui dans sa fureur étrange

 Par le canon que son fils a pointé

 Au sang belge a noyé l’Orange

 Sous l’arbre de la Liberté !

 Fiers Brabançons, peuple de braves,

 Qu’on voit combattre sans fléchir,

 Du sceptre honteux des Bataves

 Tes balles sauront t’affranchir.

 Sur Bruxelles, aux pieds de l’archange

 Son Saint Drapeau pour jamais est planté.

 Et fier de verdir sans l’Orange,

 Croît l’arbre de la Liberté.

 Et vous, objet de nobles larmes,

 Braves, morts au feu des canons,

 Avant que la patrie en armes

 Ait pu connaître au moins vos noms

 Sous l’humble terre où l’on vous range

 Dormez martyrs, bataillon indompté,

 Dormez en paix, loin de l’Orange

 Sous l’arbre de la Liberté.

### Rogiers Fassung
Bis 1860 blieb diese scharfe Fassung Jennevals bestehen. Als sich die nationalistischen Wogen etwas glätteten, wurden aber Rufe nach einer gemäßigteren Haltung den Nordniederländern gegenüber laut, der eine gehässige Nationalhymne nicht im Weg stehen sollte. Schon 1852 unternahm Louis Hymans einen Versuch in dieser Richtung (« Ne crions plus mort aux Bataves ! Les peuples libres sont amis ! »), und auch andere Autoren versuchten sich an einem neuen Text. Keiner von ihnen hatte aber den politischen Einfluss von Charles Rogier, der einer der führenden Köpfe der Revolution und erster Premierminister Belgiens war. Mit einer Kommission aus Dichtern arbeitete er 1860 eine Neufassung aus, die nicht nur völlig von ihren Spitzen gegen die Niederlande bereinigt war, sondern auch als ein Signal der Versöhnung mit dem Norden verstanden werden sollte.
 Après des siècles d’esclavage,

 Le Belge sortant du tombeau,

 A reconquis par son courage,

 Son nom, ses droits et son drapeau.

 Et ta main souveraine et fière,

 Désormais peuple indompté,

 Grava sur ta vieille bannière :

 « Le Roi, la Loi, la Liberté ! »

 Marche de ton pas énergique,

 Marche de progrès en progrès ;

 Dieu qui protège la Belgique,

 Sourit à tes mâles succès.

 Travaillons, notre labeur donne

 À nos champs la fécondité !

 Et la splendeur des Arts couronne

 Le Roi, la Loi, la Liberté !

 Ouvrons nos rangs à d’anciens frères,

 De nous trop longtemps désunis ;

 Belges, Bataves, plus de guerre

 Les peuples libres sont nos amis.

 À jamais resserrons ensemble

 Les liens de la fraternité,

 Et qu’un même cri nous rassemble :

 Le Roi, la Loi, la Liberté !

 Ô Belgique, ô mère chérie !

 À toi nos cœurs, à toi nos bras.

 À toi notre sang, ô Patrie !

 Nous le jurons tous, tu vivras !

 Tu vivras toujours grande et belle,

 Et ton invincible unité

 Aura pour devise immortelle :

 « Le Roi, la Loi, la Liberté ! »

### Kritik am neuen Text
Relativ zeitnah zum Original geschrieben (und dazu noch von einem Mitstreiter Jennevals), kann der neue Text zwar eine gewisse Authentizität für sich in Anspruch nehmen, literarisch gesehen aber ist die neue Version problematisch. So beginnt die erste Strophe des neuen Textes mit einem schiefen Bild: „Nach Jahrhunderten der Sklaverei / Entstieg der Belgier dem Grab …“ (wer erst Jahrhunderte der Sklaverei überlebt hat, kommt auch nicht ins Grab; wer dem Grab entsteigen kann, kann kein Sklave geworden sein), und später: „Und deine Hand … prägte in dein altes Banner …“ (Stoff kann man nicht prägen).
Zu der bescheidenen literarischen Qualität kommt die Tatsache, dass den Silben der neuen Hymnenworte nicht je eine, sondern teilweise mehrere Noten zugeordnet sind. Dadurch ist das Lied für Massen nur schwer singbar. Jules Geruzet rechtfertigt in einer Ausgabe der Brabançonne die Unzulänglichkeiten der Nationalhymne folgendermaßen:

„Die Brabançonne, dieses belgische Nationallied von 1830, wurde, wie alle anderen Werke seiner Gattung, in einem Moment der Volkswut, der patriotischen Erregung geboren: Ihre Wiege war eine Barrikade, ihre Rassel war der Tiroler Karabiner unserer Freikorps, und ihr Wickeltuch war die Trikolore, die kurze Zeit später jene ersetzen sollte, die uns die Mächte des Wiener Kongresses 1815 aufgezwungen hatten.“

Trotzdem wurden immer wieder Stimmen laut, der Text sei unbedingt zu ändern. Obwohl seit Rogier mindestens fünf Komitees eingesetzt wurden, um eine Novelle der Hymne auszuarbeiten, gibt es bis heute keine offizielle Fassung. Die einzige, jedoch nicht bindende Richtlinie hierzu stellt ein Runderlass des Ministers des Innern vom 8. August 1921 dar, in dem er empfiehlt, alleine die vierte Strophe der Rogier-Fassung (« O Belgique, ô mère chérie … ») als offiziell zu betrachten. Eine 1951 eingesetzte Kommission bekräftigte diese Empfehlung im Jahr 1959.

### Niederländischer Text
Erste niederländische Fassungen entstanden gegen Ende des 19. Jahrhunderts. Eine davon („O Vaderland, o edel land der Belgen“) könnte von Servaes van Eesbeeck oder Emile Regulus stammen. Als Autor einer weiteren, einigermaßen bekannten Strophe („Juicht, Belgen, juicht“) von 1918 ist Victor Ceulemans (1887–1969) verbürgt. 1922 schrieb die Vlaamse Akademie einen Wettbewerb für eine niederländische Fassung der Hymne aus, wobei alle 161 eingegangenen Vorschläge abgelehnt wurden.
Wahrscheinlich war es dann aber Leo Goemans (1869–1955), der 1933 eine recht getreue Übersetzung des Französischen anfertigte („O dierbaar België“), die faktisch offiziell wurde, wie ein Runderlass des Ministers für Bildung von 1938 bestätigte. Da die Silben-Noten-Verteilung dieser Version sehr viel plausibler ist als die der französischen Fassung, hat sie im flämischen Bevölkerungsteil Belgiens mittlerweile weitgehende Akzeptanz erworben.

### Wallonischer Text
Es gibt auch einen inoffiziellen Text auf Wallonisch, einem belgischen Dialekt des Französischen, geschrieben von Johan Viroux 1996.

## Melodie

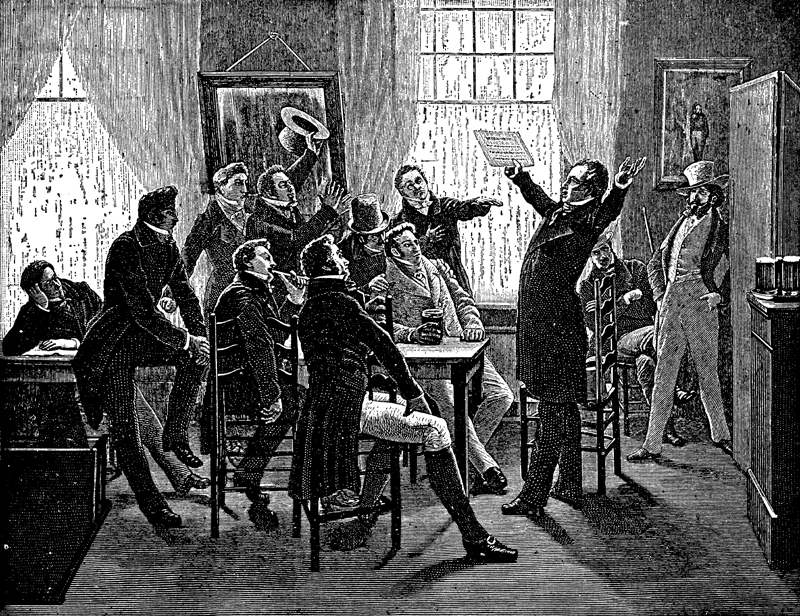
Campenhout singt seine Brabançonne im L’Aigle d’Or. Zeitgenössische Lithographie.

Jenneval legte seine erste Fassung dem Musikverleger Jean-Joseph Jorez vor, der vorschlug, den Text auf das damals bekannte Lied Les lanciers polonais von Eugène de Pradel zu singen und sie in La Brabançonne umzutaufen, da es eine Bruxelloise, wie Jenneval sein Gedicht ursprünglich genannt hatte, bereits gab. Schon am 12. September sang der Tenor Jean-François Lafeuillade während der Pause einer Vorstellung im Théâtre de la Monnaie diese Version. Die Brabançonne traf den Nerv des Publikums, das sie von da an jeden Abend verlangte.
Die zweite, heute gültige Musikfassung sang ihr Komponist, der Tenor François van Campenhout, zum ersten Mal am 28. September im L’aigle d’or, dem Gasthof des Wirts Cantoni in der Rue de la fourche (Greepstraat). Zwischen Oktober und Dezember 1830 erschien sie gedruckt mit Gitarrenbegleitung und einem Nachspiel, das die Marseillaise zitiert. Dass sie lediglich eine Bearbeitung der Lanciers polonais sein soll, ist nicht belegt.
1864 komponierte der berühmte Geigenvirtuose Henri Vieuxtemps das Werk Ouverture et hymne national belge avec chœur, mit dem er eine Alternative zur Brabançonne zu schaffen suchte. Der König Leopold I. gewidmeten Komposition war jedoch nur ein vorübergehender Erfolg beschieden; heute ist sie fast vergessen. Zur 50. Jahresfeier der Unabhängigkeit im Jahre 1880 schlug auch der Versuch eines anderen Komponisten fehl, die Nationalhymne entbehrlich erscheinen zu lassen.

### Kritik an der Komposition
Dem Komponisten Campenhout wurde von vielen Plagiat vorgeworfen. Als angebliche Vorbilder wurden genannt: Boïeldieus Weiße Dame, Méhuls Joseph, ein Marsch aus Rossinis Tancredi und Aubers Stummer von Portici, das Lied En partant pour la Syrie und die Marseillaise. Die Vorwürfe ließen sich aber nicht erhärten. Dass sich in der Hymne Anklänge an andere Werke finden, überrascht nicht weiter, wenn man bedenkt, dass der Komponist als Operntenor von einem großen Repertoire beeinflusst worden war. Sein sängerisches Können ist eventuell auch der Grund dafür, dass die komplizierte Silben-Noten-Verteilung und die nicht wenigen Verzierungen im Original-Notentext größere Ansprüche an Interpreten stellen und damit für den Massengesang nicht geeignet sind.

## Bearbeitungen
- Flor Alpaerts (1876–1954), der Hauptvertreter des belgischen Impressionismus, schrieb 1929 die expressionistische James Ensorsuite, eine Orchestersuite in vier Sätzen über Gemälde James Ensors. Im ersten Satz („Intrede van Christus te Brussel“, „Einzug Christi in Brüssel“) klingen in den Trompeten die ersten Takte der Hymne an.
- François Van Campenhout komponierte zum 10. Jahrestag der Unabhängigkeit ein Requiem, in dessen Libera me der Sopran das Thema der Brabançonne zitiert.
- Claude Debussy verarbeitet in seinem Klavierstück Berceuse héroïque die ersten Takte der Brabançonne. Das 1914 komponierte Werk widmete er dem belgischen Monarchen Albert I. und seinen Soldaten (« pour rendre Hommage à S. M. le roi Albert Ier de Belgique et à ses soldats ») für ihren tapferen Widerstand gegen die deutschen Invasoren. In ein ruhiges, tristes Marschthema, das lauter und heftiger wird, mischt sich als Trompetensignal das Hymnenthema, das kurz später in Harmonien der Erlösung erneut erklingt. Debussy schuf auch eine Orchesterfassung, die 1915 in den Concerts Colonne-Lamoureux unter der Leitung von Camille Chevillard uraufgeführt wurde.
- Der romantisch beeinflusste Belgier Léon Jongen (1884–1969) komponierte 1934 zum ersten Jahrestag des Todes Alberts I. das Stück In Memoriam Regis für Orgel (auch für Orchester), in das die drei ersten Takte der Hymne eingeflochten sind, um dann variiert zu werden.
- Der belgische Spätromantiker Joseph Ryelandt (1870–1965) schrieb 1915 zehn Scènes enfantines op. 60 für Klavier, in deren letzter (« Daniel s’en va-t-en guerre ») die vier ersten Takte der Brabançonne am Anfang und am Ende erklingen.

## Wortlaut

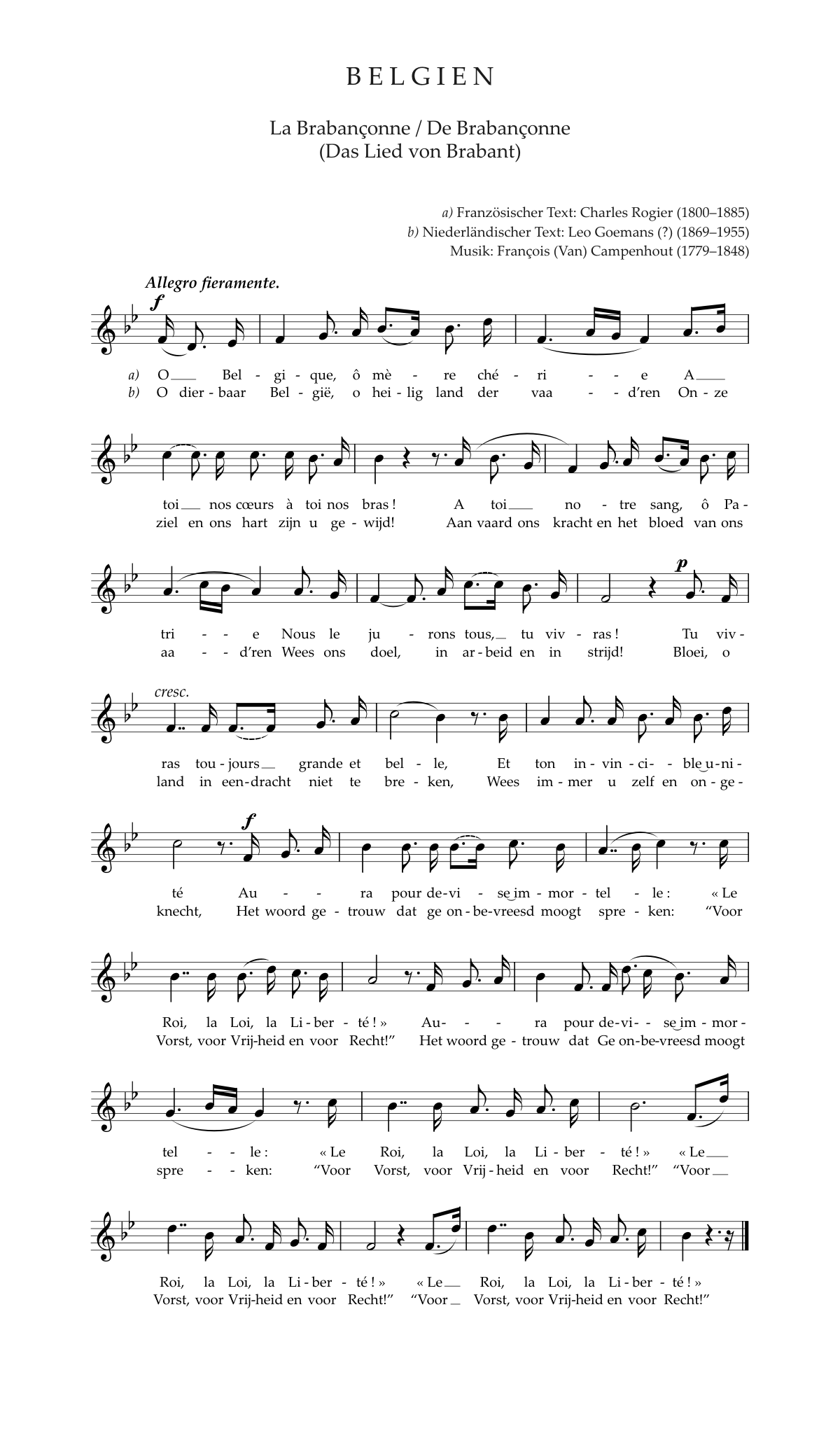
Text und Noten der Nationalhymne

### Französischer Text
Ô Belgique, ô mère chérie,

À toi nos cœurs, à toi nos bras,

À toi notre sang, ô Patrie !

Nous le jurons tous, tu vivras !

Tu vivras toujours grande et belle

Et ton invincible unité

Aura pour devise immortelle :

« Le Roi, la Loi, la Liberté ! »
Deutsche Übersetzung
O Belgien, o geliebte Mutter,

Dir unsere Herzen, dir unsere Arme,

Dir unser Blut, o Vaterland!

Alle schwören wir dir: Du wirst leben!

Groß und schön wirst du immer leben

Und deiner unverbrüchlichen Einigkeit

Devise möge lauten:

„König, Recht, Freiheit!“

### Niederländischer Text
O dierbaar België, O heilig land der vaad’ren!

Onze ziel en ons hart zijn u gewijd!

Aanvaard ons kracht en het bloed van onze aad’ren,

Wees ons doel in arbeid en in strijd!

Bloei, o land, in eendracht niet te breken;

Wees immer U zelf en ongeknecht,

Het woord getrouw, dat Ge onbevreesd moogt spreken:

„Voor Vorst, voor Vrijheid en voor Recht!“
Deutsche Übersetzung
O liebes Belgien, o heiliges Land der Väter!

Unsere Seele und unser Herz sind dir geweiht!

Nimm an unsere Kraft und das Blut unserer Adern,

Sei unser Ziel in Arbeit und Kampf!

Blühe, o Land, in unverbrüchlicher Eintracht;

Sei immer du selbst und ungeknechtet,

Getreu dem Wort, das du furchtlos ausrufen sollst:

„Für den Fürsten, für die Freiheit und für das Recht!“

### Deutscher Text
Die offizielle Textfassung der belgischen Nationalhymne in der Nationalsprache Deutsch:
O liebes Land, o Belgiens Erde,

Dir unser Herz, dir unsere Hand,

Dir unser Blut, o Heimaterde,

Wir schwörens Dir, o Vaterland!

So blühe froh in voller Schöne,

Zu der die Freiheit dich erzog,

Und fortan singen deine Söhne:

„Gesetz und König und die Freiheit hoch!“

O Belgien, o teure Mutter, dir gehören

Unsere Herzen, unsere Arme!

Dir gehört unser Blut, Vaterland!

Alle schwören wir dir: Du wirst leben!

Groß und schön wirst du immer leben

Und der Wahlspruch deiner

Unverbrüchlichen Einheit wird heißen:

Für König, Recht und Freiheit!

### Dreisprachiger Text
Da der belgische König zu sprachlicher Neutralität verpflichtet ist, wird bei offiziellen Anlässen, zum Beispiel zum Nationalfeiertag am 21. Juli 2010, in seiner Anwesenheit die Hymne in den drei Landessprachen intoniert:
O dierbaar België, O heilig land der vaad’ren!

Onze ziel en ons hart zijn u gewijd!

À toi notre sang, ô Patrie!

Nous le jurons tous, tu vivras!

So blühe froh und in voller Schöne,

Zu der die Freiheit dich erzog,

Und fortan singen deine Söhne:

« Le Roi, la Loi, la Liberté! »

Het woord getrouw, dat Ge onbevreesd moogt spreken:

„Voor Vorst, voor Vrijheid en voor Recht!“

„Gesetz und König und die Freiheit hoch!“

« Le Roi, la Loi, la Liberté! »

## Andere Hymnen
Die beiden großen Regionen Belgiens, Flandern und Wallonien, haben eigene Lieder, die bei offiziellen Veranstaltungen den Zweck einer Nationalhymne erfüllen.
- Die Nationalhymne Flanderns ist De Vlaamse Leeuw.
- Die Nationalhymne Walloniens ist der Chant des Wallons.